# Listă de forme de relief pe 21 Lutetia

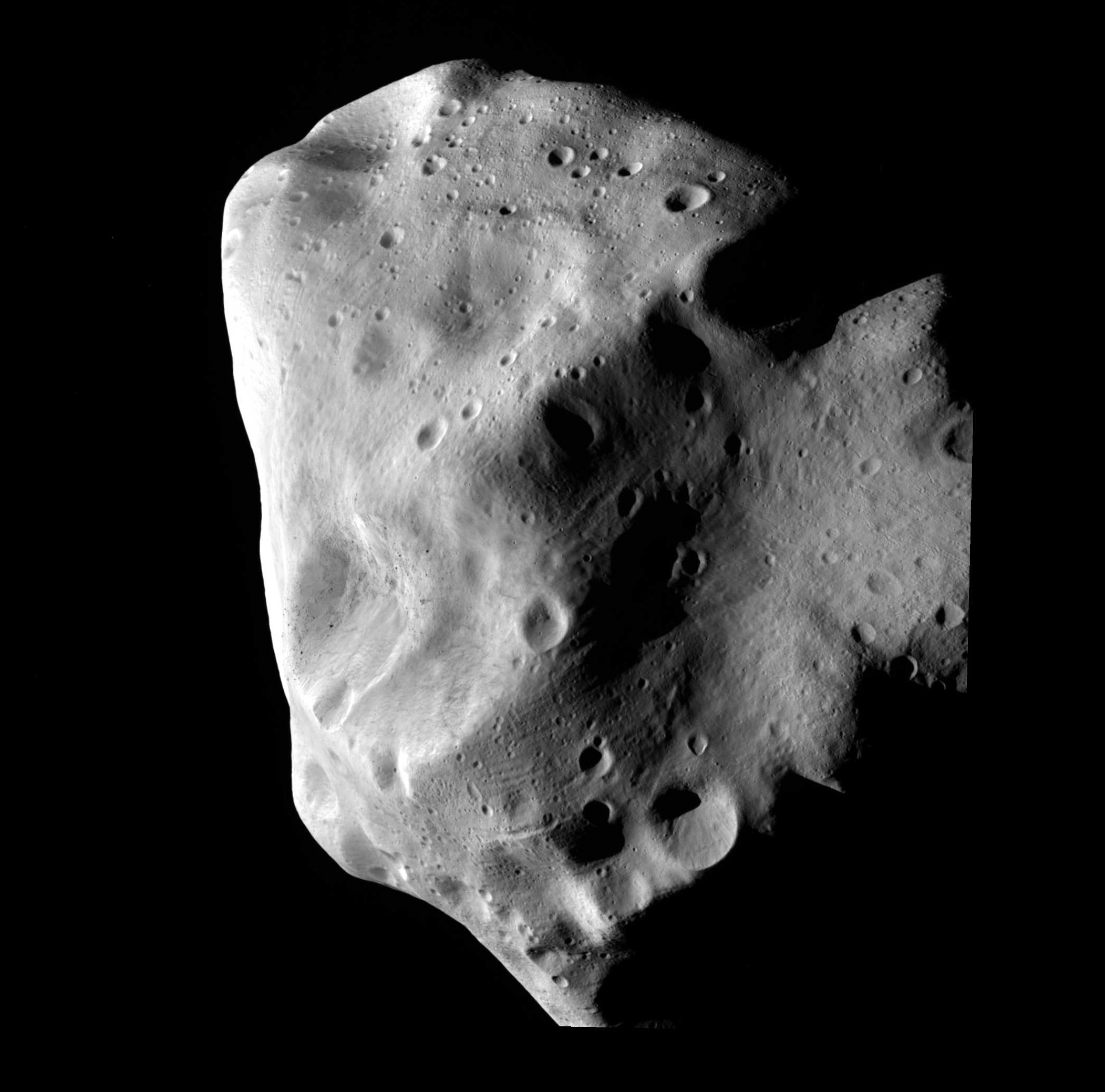
21 Lutetia

Aceasta este o listă de forme de relief numite pe 21 Lutetia. Există 37 de forme de relief denumite oficial pe Lutetia, dintre care:
- 19 (51%) sunt cratere,
- 8 (21%) sunt Regiones,
- 3 (8%) sunt Labes,
- 2 (5%) sunt Fossae,
- 2 (5%) sunt Rimae,
- 2 (5%) sunt Rupes și
- 1 (3%) este un Dorsum. [1]

21 Lutetia a fost vizitată în iulie 2010 de sonda spațială Rosetta, în timp ce se afla în drum spre cometa 67P/Churyumov–Gerasimenko. În timpul acestei vizite, Rosetta a fotografiat-o pe Lutetia cu o rezoluție de 60 metri (200 ft) per pixel. Deoarece Lutetia este numită după orașul roman care mai târziu va deveni Paris, majoritatea formelor de relief de pe Lutetia sunt numite după locuri din Europa din timpul erei romane.

## Cratere
Craterele de impact de pe 21 Lutetia poartă numele orașelor din Europa din jurul epocii romane. Pe baza imaginilor făcute de Rosetta cu partea de nord a Lutetiei, se suspectează că există un crater mare numit crater Suspicio pe partea de sud a Lutetiei, cu toate acestea nu a fost fotografiat direct, așa că rămâne neconfirmat și, prin urmare, nu este inclus. în această listă.
| Crater    | Coordonate              | Diametru (km) | Data Aprobării    | Numit După                                                                                     | Ref   |
| --------- | ----------------------- | ------------- | ----------------- | ---------------------------------------------------------------------------------------------- | ----- |
| Bagacum   | 46°N 49°E / 46°N 49°E   | 3,7           | 5 aprilie 2011    | Oraș pe vremea lui Lutetia, Bavay, Franța de acum.                                             | WGPSN |
| Basilia   | 73°N 184°E / 73°N 184°E | 3,5           | 5 aprilie 2011    | Oraș pe vremea lui Lutetia, Basel, Elveția de acum.                                            | WGPSN |
| Bonna     | 62°N 67°E / 62°N 67°E   | 6             | 5 aprilie 2011    | Oraș pe vremea lui Lutetia, Bonn, Germania de acum.                                            | WGPSN |
| Burdigala | 52°N 211°E / 52°N 211°E | 10            | 5 aprilie 2011    | Oraș pe vremea lui Lutetia, Bordeaux, Franța de acum                                           | WGPSN |
| Florentia | 23°N 137°E / 23°N 137°E | 10,9          | 5 aprilie 2011    | Oraș pe vremea lui Lutetia, Florența, Italia de acum.                                          | WGPSN |
| Gaudiaco  | 58°N 5°E / 58°N 5°E     | 6,7           | 5 aprilie 2011    | Oraș pe vremea lui Lutetia, Joué-lès-Tours, Franța de acum.                                    | WGPSN |
| Genua     | 11°N 117°E / 11°N 117°E | 1,8           | 5 aprilie 2011    | Oraș pe vremea lui Lutetia, Genova, Italia de acum.                                            | WGPSN |
| Gerunda   | 78°N 68°E / 78°N 68°E   | 4,7           | 5 aprilie 2011    | Oraș pe vremea lui Lutetia, Girona Spania de acum.                                             | WGPSN |
| Lauriacum | 37°N 0°E / 37°N 0°E     | 1,5           | 2 septembrie 2011 | Oraș pe vremea lui Lutetia, Enns Austria de acum; definește zero grade longitudine pe Lutetia. | WGPSN |
| Lugdunum  | 10°N 219°E / 10°N 219°E | 17            | 5 aprilie 2011    | Oraș pe vremea lui Lutetia, Lyon, Franța de acum.                                              | WGPSN |
| Massilia  | 41°N 96°E / 41°N 96°E   | 61            | 5 aprilie 2011    | Oraș pe vremea lui Lutetia, Marsilia, Franța de acum.                                          | WGPSN |
| Nicaea    | 43°N 181°E / 43°N 181°E | 21            | 5 aprilie 2011    | Oraș pe vremea lui Lutetia, Nisa, Franța de acum.                                              | WGPSN |
| Patavium  | 31°N 52°E / 31°N 52°E   | 9.3           | 5 aprilie 2011    | Oraș pe vremea lui Lutetia, Padova, Italia de acum.                                            | WGPSN |
| Roma      | 13°N 243°E / 13°N 243°E | 19            | 5 aprilie 2011    | Oraș pe vremea lui Lutetia, Roma, Italia de acum.                                              | WGPSN |
| Salomacus | 11°N 109°E / 11°N 109°E | 7             | 5 aprilie 2011    | Oraș pe vremea lui Lutetia,Salles (Gironde),Franța de acum.                                    | WGPSN |
| Salona    | 32°N 37°E / 32°N 37°E   | 7.1           | 5 aprilie 2011    | Oraș pe vremea lui Lutetia, Solin, Croația de acum.                                            | WGPSN |
| Syracusae | 39°N 328°E / 39°N 328°E | 7             | 5 aprilie 2011    | Oraș pe vremea lui Lutetia, Siracuza, Italia de acum.                                          | WGPSN |
| Toletum   | 87°N 161°E / 87°N 161°E | 6             | 5 aprilie 2011    | Oraș pe vremea lui Lutetia, Toledo, Spania de acum.                                            | WGPSN |
| Turicum   | 20°N 158°E / 20°N 158°E | 3.8           | 5 aprilie 2011    | Oraș pe vremea lui Lutetia, Zurich, Elveția de acum.                                           | WGPSN |

## Dorsa
Dorsa pe 21 Lutetia poartă numele râurilor din Europa din jurul epocii romane. Ticinum Dorsum ar putea fi asociat cu craterul Suspicio, pe partea îndepărtată a Lutetiei.
| Dorsum         | Coordonate              | Diametru (km) | Data Aprobării | Numit După                                                 | Ref   |
| -------------- | ----------------------- | ------------- | -------------- | ---------------------------------------------------------- | ----- |
| Ticinum Dorsum | 51°N 100°E / 51°N 100°E | 8,5           | 5 aprilie 2011 | Râu pe vremea lui Lutetia, râul Ticino din Italia de acum. | WGPSN |

## Fossae
Fossae pe 21 Lutetia sunt numite după râurile din Europa din jurul epocii romane. Hiberus Fossa este asociat cu un mare (~40 km) crater fără nume compus parțial din Danuvius Labes, Gallicum Labes și Sarnus Labes. Sequana Fossa ar putea fi asociată cu craterul Suspicio, în partea îndepărtată a Lutetiei.
| Fossa         | Coordonate              | Diametru (km) | Data Aprobării | Numit După                                               | Ref   |
| ------------- | ----------------------- | ------------- | -------------- | -------------------------------------------------------- | ----- |
| Hiberus Fossa | 46°N 33°E / 46°N 33°E   | 12,8          | 5 aprilie 2011 | Râu pe vremea lui Lutetia, râul Ebro din Spania de acum. | WGPSN |
| Sequana Fossa | 57°N 106°E / 57°N 106°E | 7,9           | 5 aprilie 2011 | Râu pe vremea lui Lutetia, râul Sena din Franța de acum. | WGPSN |

## Labes
Labes pe 21 Lutetia poartă numele râurilor din Europa din jurul epocii romane. Toate aceste forme de relief alcătuiesc parțial un mare (~40 km) crater fără nume de pe partea apropiată a Lutetiei.
| Labes          | Coordonate              | Diametru (km) | Data Aprobării | Numit După                                                     | Ref   |
| -------------- | ----------------------- | ------------- | -------------- | -------------------------------------------------------------- | ----- |
| Danuvius Labes | 70°N 333°E / 70°N 333°E | 0             | 5 aprilie 2011 | Râu pe vremea lui Lutetia, fluviul Dunărea din Europa de acum. | WGPSN |
| Gallicum Labes | 77°N 287°E / 77°N 287°E | 0             | 5 aprilie 2011 | Râu pe vremea lui Lutetia, râul Gállego din Spania de acum.    | WGPSN |
| Sarnus Labes   | 63°N 285°E / 63°N 285°E | 0             | 5 aprilie 2011 | Râu pe vremea lui Lutetia, râul Sarno din Italia de acum.      | WGPSN |

## Regiones
Majoritatea Regiones de pe 21 Lutetia sunt numite după provincii ale Imperiului Roman, cu excepția Goldschmidt Regio.
| Regio             | Coordonate              | Diametru (km) | Data Aprobării | Numit După | Ref   |
| ----------------- | ----------------------- | ------------- | -------------- | --- | ----- |
| Achaia Regio      | 28°N 206°E / 28°N 206°E | 0             | 5 aprilie 2011 | Provincie a Imperiului Roman pe vremea lui Lutetia, situată în Grecia antică și actuală.                                                 | WGPSN |
| Baetica Regio     | 69°N 318°E / 69°N 318°E | 0             | 5 aprilie 2011 | Provincie a Imperiului Roman pe vremea lui Lutetia, locația sa corespunde actualei provincii Andaluzia, Spania.                          | WGPSN |
| Etruria Regio     | 19°N 282°E / 19°N 282°E | 0             | 5 aprilie 2011 | Provincie a Imperiului Roman pe vremea lui Lutetia, locația sa corespunde Italiei centrale de astăzi.                                    | WGPSN |
| Goldschmidt Regio | 65°S 359°E / 65°S 359°E | 0             | 5 aprilie 2011 | Hermann; Astronom francez de origine germană, descoperitorul asteroidului (21) Lutetia (1802-1866).                                      | WGPSN |
| Narbonensis Regio | 34°N 101°E / 34°N 101°E | 0             | 5 aprilie 2011 | Provincie a Imperiului Roman pe vremea lui Lutetia, locația sa corespunde sudului Franței de astăzi.                                     | WGPSN |
| Noricum Regio     | 41°N 10°E / 41°N 10°E   | 0             | 5 aprilie 2011 | Provincie a Imperiului Roman pe vremea lui Lutetia, locația sa corespunde Austriei de astăzi și o parte din Slovenia.                    | WGPSN |
| Pannonia Regio    | 23°N 30°E / 23°N 30°E   | 0             | 5 aprilie 2011 | Provincie a Imperiului Roman pe vremea lui Lutetia, locația sa corespunde cu vestul Ungariei de astăzi și cu părți din țările adiacente. | WGPSN |
| Raetia Regio      | 20°S 305°E / 20°S 305°E | 0             | 5 aprilie 2011 | Provincie a Imperiului Roman pe vremea lui Lutetia, locația sa corespunde cu actuala Elveție de Est și părți din țările adiacente.       | WGPSN |

## Rimae
Rimae pe 21 Lutetia poartă numele râurilor din Europa din jurul epocii romane. Tiberis Rimae este asociat cu craterul Massilia, iar Rhodanus Rimae este asociat cu un mare (~40 km) crater fără nume compus parțial din Danuvius Labes, Gallicum Labes și Sarnus Labes.
| Rimae          | Coordonate              | Diametru (km) | Data Aprobării | Numit După                                                        | Ref   |
| -------------- | ----------------------- | ------------- | -------------- | ----------------------------------------------------------------- | ----- |
| Rhodanus Rimae | 53°N 39°E / 53°N 39°E   | 10,8          | 5 aprilie 2011 | Râu pe vremea lui Lutetia, râul Ron în Elveția și Franța de acum. | WGPSN |
| Tiberis Rimae  | 33°N 229°E / 33°N 229°E | 27,4          | 5 aprilie 2011 | Râu pe vremea lui Lutetia, râul Tibru din Italia de acum.         | WGPSN |

## Rupes
Rupes de pe 21 Lutetia poartă numele râurilor din Europa din jurul erei romane. Glana Rupes ar putea fi asociată cu craterul Suspicio, în partea îndepărtată a Lutetiei.
| Rupes        | Coordonate              | Diametru (km) | Data Aprobării | Numit După                                                  | Ref   |
| ------------ | ----------------------- | ------------- | -------------- | ----------------------------------------------------------- | ----- |
| Glana Rupes  | 11°N 124°E / 11°N 124°E | 9,8           | 5 martie 2011  | Râu pe vremea lui Lutetia, râul Glonn din Germania de acum. | WGPSN |
| Rhenus Rupes | 20°N 262°E / 20°N 262°E | 11,8          | 5 aprilie 2011 | Râu pe vremea lui Lutetia, râul Rin din Europa de acum.     | WGPSN |